# Windows NT 3.x
Ne doit pas être confondu avec Windows 3.x.
Windows NT 3.x est une série de systèmes d'exploitation éditée par Microsoft. Version professionnelle de Windows 3.x, Windows NT 3.x est la première série de la famille Windows NT.

## Windows NT 3.1
Windows NT 3.1 est la première version de Windows NT. Disponible en versions server et workstation, il est introduit sur le marché le 27 juillet 1993. Son nom a été choisi de façon à évoquer Windows 3.1, la version de Windows disponible à cette époque. 
Il est suivi de Windows NT 3.5 en septembre 1994.

## Windows NT 3.5
Windows NT 3.5, d'abord connu sous son nom de code Daytona, est la seconde version de Windows NT, sortie le 21 septembre 1994.
Il supporte l'architecture 32-bit x86 et les architectures 64-bit Alpha et MIPS.
C'est la première version de Windows NT qui adopte le nom Windows NT Workstation et Windows NT Server pour cette édition. Les éditions de la dernière version de Windows NT, Windows NT 3.1, portaient le nom Windows NT et Windows NT Advanced Server. La capture d'écran publiée est celle de la version Windows NT Workstation.
Windows NT 3.5 inclut un nouvel écran de démarrage, au lieu d'une fenêtre noire à l'apparence du DOS et l'interface évolua vers celle de Windows for Workgroups 3.xx pour maintenir une certaine unicité entre les deux systèmes d'exploitation. Cette version offre aussi un support de l'OLE (object linking and embedding) bien meilleur et plus efficace qu'auparavant, tout en consommant moins de mémoire.

## Windows NT 3.51
Windows NT 3.51 est sorti le 30 mai 1995 ; il s'agit de la 3e version de Windows NT. Son interface utilisateur a la même apparence que celles de Windows NT 3.1 et Windows 3.1. Cette version est notable pour deux raisons. Tout d'abord, Windows NT 3.51 a été la première version d'une courte lignée de Windows NT disponibles pour l'architecture PowerPC. Ensuite, cette version fournissait un support client/serveur pour l'interopérabilité avec Windows 95 (sorti 3 mois plus tard).
Malgré des différences significatives dans le noyau, Windows NT 3.51 peut faire fonctionner un grand nombre d'applications Win32 développées pour Windows 95. Malgré tout, Microsoft cassa cette compatibilité dans la suite Office jusqu'à Office 97 SR2b : les versions d'Office s'appuyaient sur le moteur 16 bits d'Internet Explorer, ce qui les rendait impropres à fonctionner sur Windows NT.
Microsoft a aussi publié plusieurs versions alpha d'une mise à jour de l'interface nommée la Shell Technology Preview. Cette mise à jour devait remplacer l'interface basée sur le Gestionnaire de programme et le Gestionnaire de fichier de Windows 3.x par une interface basée sur une barre des tâches et un explorateur de fichiers. Cette version fournissait les mêmes fonctionnalités que l'interface de Windows 95 (projet « Chicago ») durant ses dernières bêtas. Cependant, ce n'était rien de plus qu'une version de test.
Deux versions publiques de cette interface furent disponibles pour les utilisateurs de MSDN et Compuserve, du 26 mai 1995 au 8 août 1995. Les deux versions contenaient la version 3.51.1053.1 de l'explorateur.
Ce Shell Technology Preview ne sortit pas en version finale sous Windows NT 3.51. Les développements furent transférés au groupe de développement de la prochaine version de Windows NT (« Cairo »). La nouvelle interface graphique « à la Windows 95 » fit finalement son apparition avec Windows NT 4.0 en juin 1996.